# Hell on Wheels
Hell on Wheels (L'Enfer sur roues) désignait la troupe itinérante regroupant dance halls, casinos, bars, lupanars qui suivait l'armée de travailleurs de l'Union Pacific qui construisit le premier chemin de fer transcontinental aux États-Unis.

## Étymologie
Le premier à avoir utilisé cette expression est le journaliste américain Samuel Bowles (en) en 1869.

## Culture populaire
- Le Cheval de fer, film de John Ford.
- Hell on Wheels : L'Enfer de l'Ouest, série télévisée.
- Pendant la Seconde Guerre mondiale, la 2e division blindée se surnomma Hell on Wheels[2].